# Río Magdalena
Pour les articles homonymes, voir Magdalena.
Le Magdalena est le fleuve le plus important de Colombie. Il coule dans une large vallée entre les cordillères Centrale et Orientale des Andes colombiennes, en direction du nord à travers tout le pays.

## Étymologie

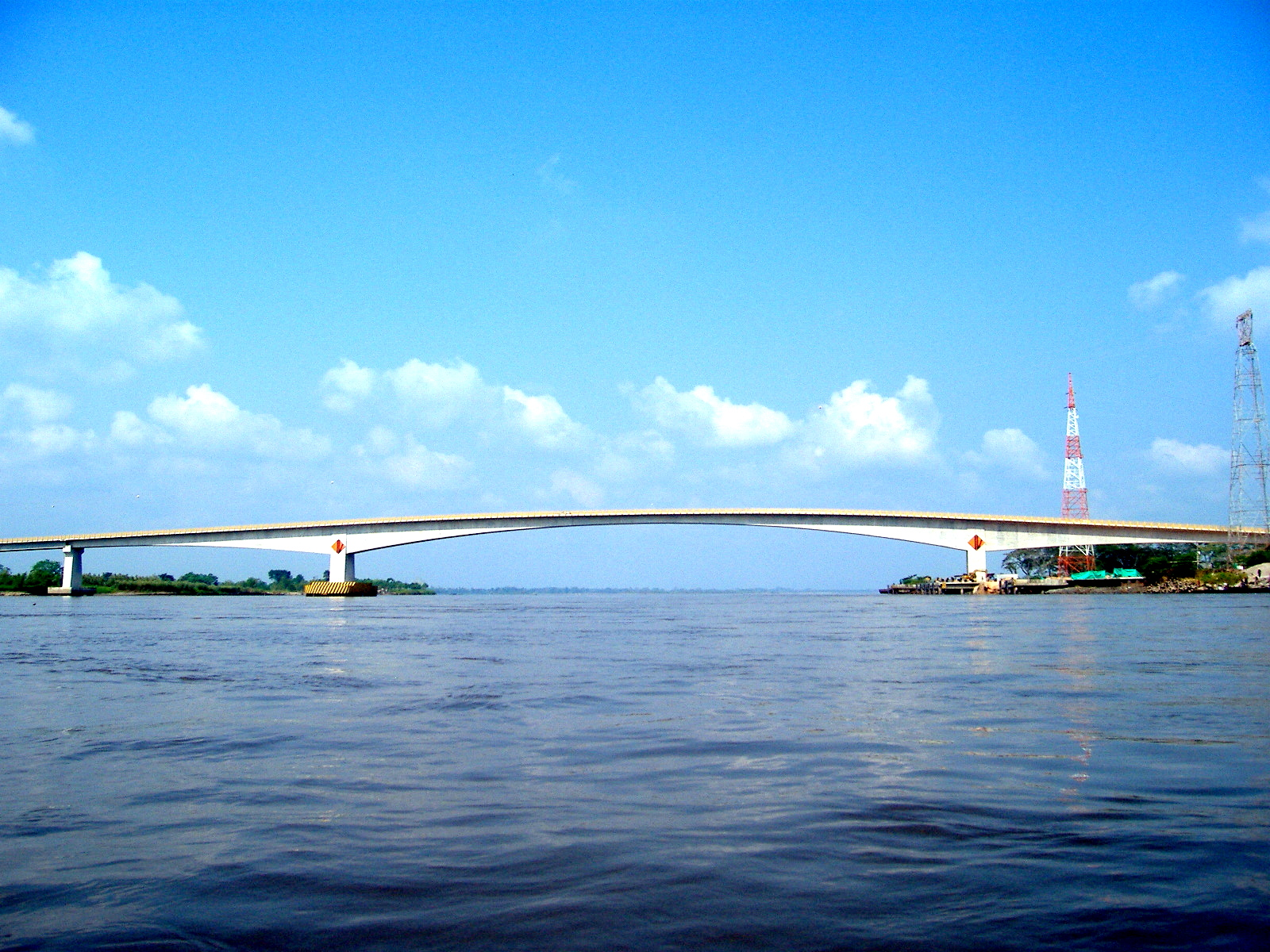
Pont sur le Magdalena à Barrancabermeja. Il unit la région de Antioquia (à l'ouest) à celle de Santander (à l'est).

Le nom de la rivière est lié à sa découverte par la colonisation espagnole. Le navigateur , Rodrigo de Bastidas, et ses hommes arrivent le 1er avril 1501 avec leurs navires à l'embouchure,. Comme c'était la coutume à cette époque, ils ont nommé les rivières et les lieux d'après un saint, celui du 1er avril étant Marie de Magdala (Marie-Madeleine).
Le nom espagnol complet du Magdalena est Rio Grande de la Magdalena, ce qui signifie « grande rivière de la (Marie-)Madeleine ».
Les Indiens utilisent des noms différents. Les Indiens Caraïbes appellent le cours inférieur du Magdalena Caripuana Río, ce qui signifie « grandes eaux ». Certaines tribus indiennes de la partie supérieure l'appellent Guacacallo pour « rivière des tombes ».

## Géographie
Le Magdalena naît au sud-ouest de la Colombie, dans les Andes, plus spécífiquement dans l'axe central du Massif colombien (le Massif colombien, appelé également Nudo de Almaguer (nœud d'Almaguer), est un ensemble montagneux des Andes colombiennes qui couvre les départements de Cauca et de Nariño ; au sud se trouve le Nœud de los Pastos et au nord se détachent les Cordillères Centrale et Orientale). Le fleuve naît aux environs de la Laguna de la Magdalena dans le Páramo de las Papas sur le territoire du département de Huila.
Il traverse tout le pays du sud au nord, parcourant quelque 1 540 km entre les Cordillères
Centrale et Orientale des Andes colombiennes, formant une vallée qui constitue une grande voie de communication et qui aboutit à la mer des Caraïbes.
Sa longueur est de 1 558 kilomètres dont 1 230 sont navigables à des degrés divers. Le fleuve est la principale voie fluviale de Colombie.
Le principal secteur navigable de 990 km, s'étend du port de Barranquilla (département d'Atlántico) jusqu'à la ville de Honda (Tolima). En amont, au-delà des rapides de Honda, il est à nouveau navigable sur 240 km, spécialement dans le secteur appelé Valle del Magdalena Medio.
Le fleuve se jette dans la mer des Caraïbes (mer des Antilles, Océan Atlantique) à Bocas de Ceniza, près de Barranquilla (département d'Atlántico), sixième port maritime de Colombie.
À son embouchure, située à 22 km de la ville de Barranquilla, on a effectué de grands travaux d'ingénierie. L'estuaire du fleuve a été modifié et allongé vers la mer par des avant-becs qui permettent de maintenir le tirant d'eau nécessaire pour l'entrée des bateaux de grande taille. Ces travaux ont été rendus nécessaires du fait que le fleuve dépose deux millions de mètres cubes de sédiments par an.
Le bassin du fleuve s'étend sur plus ou moins 250 000 km2. C'est aussi au niveau de sa partie moyenne (Magdalena Medio) qu'est située la grande réserve d'hydrocarbures du pays.

## Affluents
L'affluent principal du Magdalena est le Cauca, mais il a d'innombrables autres affluents tout au long de son parcours. Ses affluents ayant titre de rivière sont plus de cinq cents, à quoi s'ajoutent quelque deux mille ruisseaux. Outre le Cauca, les principaux affluents sont le río Cesar et le río Bogotá (ou río Funza).

## Hydrométrie - Les débits à Calamar
Le débit du Magdalena a été observé pendant dix-neuf ans (1971-1990) à Calamar, localité située à une centaine de kilomètres de l'embouchure du fleuve dans la mer des Caraïbes.
À Calamar, le débit annuel moyen ou module observé sur cette période a été de 7 243 m3/s pour une surface prise en compte de 257 438 km2, soit la quasi-totalité du bassin versant du fleuve.
La lame d'eau écoulée dans son bassin versant atteint ainsi le chiffre de 888 millimètres par an, ce qui doit être considéré comme élevé, voire très élevé.
Le Magdalena est un cours d'eau abondant en toutes saisons et généralement bien régulier. Son régime est de type pluvial. Il présente deux saisons de hautes eaux, et deux étiages annuels.
Les hautes eaux principales se déroulent d'octobre à décembre inclus. Dès le mois de janvier, le débit de la rivière baisse rapidement, ce qui mène presque sans transition à l'étiage principal qui a lieu de février à avril.
En mai les débits remontent vers un second sommet qui a lieu en juillet-août. Cette période est suivie d'une nouvelle baisse — beaucoup moins marquée — en septembre-octobre.
Le débit moyen mensuel observé en mars (minimum d'étiage) atteint 4 184 m3/s, soit à peine 2,5 fois moins que le débit moyen du mois de novembre (10 290 m3/s), ce qui témoigne de la faible amplitude des variations saisonnières.
Sur la période d'observation de dix-neuf ans, le débit mensuel minimal observé a été de 1 800 m3/s, tandis que le débit mensuel maximal s'est élevé à 13 500 m3/s.

## Faune

### Poissons
Le bassin du río Magdalena, qui inclut le río Cauca et d'autres affluents, abrite de nombreuses espèces de poissons. En 2008, 213 espèces de poissons sont recensées. Depuis, plusieurs nouvelles espèces ont été décrites dans le bassin telles que cinq Hemibrycon en 2013, deux Ancistrus en 2013 et un Farlowella en 2014. Parmi les espèces les plus connues du bassin, peuvent être citées Caquetaia umbrifera, Ctenolucius hujeta, Geophagus steindachneri, Ichthyoelephas longirostris, Panaque cochliodon, Pimelodus blochii, Potamotrygon magdalenae, Prochilodus magdalenae, Pseudoplatystoma magdaleniatum et Salminus affinis. Environ 55 % des espèces de poissons du bassin du río Magdalena sont endémiques. Quatre genres sont également endémiques à ce bassin : Centrochir, Eremophilus, Carlastyanax et Genycharax.

### Autres animaux
Le río Magdalena et sa vallée comptent divers écosystèmes, tels que les páramos au niveau de sa source, des forêts sèches dans la partie supérieure de sa vallée, des forêts humides dans son cours moyen, ainsi que des marais et des zones humides dans son cours inférieur. Le caïman à lunettes, l'iguane vert et le pélican brun sont abondants dans ces écosystèmes, mais d'autres espèces animales comme le lamantin des Caraïbes, la Conure versicolore, le crocodile américain, Trachemys callirostris, Podocnemis lewyana, Mesoclemmys dahli et la Tortue charbonnière à pattes rouges sont en danger d'extinction.
Les hippopotames de Pablo Escobar sont considérés comme une espèce envahissante qui perturbe ou déplace les espèces natives de la faune colombienne, telles que la loutre ou le lamantin, ce dernier étant déjà en voie d'extinction. En effet, entre 1982 et 1984, le narcotrafiquant Pablo Escobar fait importer dans son hacienda Nápoles, en Colombie, quatre hippopotames en provenance d'un zoo de Californie : un mâle et trois femelles,. Après la mort d'Escobar en 1993, le ranch est saisi et les animaux sont répartis dans des zoos colombiens. Seuls les hippopotames continuent à vivre en liberté, personne n'en voulant,. Or, il s'avère que les hippopotames y prolifèrent, s'étant adaptés au paysage colombien en raison d'une abondance de nourriture et d'une absence de prédateur.